# Nuovo Santa Clause cercasi
Nuovo Santa Clause cercasi (The Santa Clauses) è una serie televisiva statunitense ideata da Jack Burditt per Disney+, ispirata alla serie di film The Santa Clause con Tim Allen, prodotti fra il 1992 e il 2006, ambientata sedici anni dopo le vicende del terzo  Santa Clause è nei guai.. Vede il ritorno di Allen ed Elizabeth Mitchell come protagonisti e ha debuttato il 16 novembre 2022. Il 15 dicembre 2022, la serie è stata rinnovata per una seconda stagione che ha debuttato l'8 novembre 2023.

## Trama

### Prima stagione
Scott Calvin è sull'orlo del pensionamento e si rende conto che non può essere Babbo Natale per sempre. Sta iniziando a perdere colpi nei suoi doveri di Babbo Natale e, cosa più importante, ha una famiglia che potrebbe beneficiare di una vita nel mondo normale, specialmente suo figlio e sua figlia adolescenti. Suo figlio adulto è cresciuto a Lakeside, Illinois, mentre i suoi due adolescenti sono cresciuti al Polo. Con un sacco di bambini e famiglie da accontentare, Scott si propone di trovare un Babbo Natale sostitutivo adatto mentre prepara la sua famiglia per una nuova avventura in una vita nel mondo reale.

### Seconda stagione
Scott, dopo il disastro con Simon, è ancora alla ricerca del suo sostituto come Babbo Natale e decide di lasciare tutto in famiglia. A Sandra concede il dono di capire e poter parlare con gli animali del Polo, non solo le renne, mentre decide che il suo successore come Babbo Natale sia Cal. I suoi piani vengono però scombussolati quando, per pura casualità, il Pazzo Santa Claus (Magnus Antas) si libera della maledizione che lo aveva imprigionato in uno schiaccianoci.

## Episodi
| Stagione         | Episodi | Pubblicazione |
| ---------------- | ------- | ------------- |
| Prima stagione   | 6       | 2022          |
| Seconda stagione | 6       | 2023          |

## Personaggi e interpreti

### Personaggi principali
- Scott Calvin / Santa Clause (stagioni 1-in corso), interpretato da Tim Allen, doppiato da Stefano De Sando.
- Carol Calvin / signora Clause (stagioni 1-in corso), interpretata da Elizabeth Mitchell, doppiata da Alessandra Korompay.
Moglie di Scott
- Buddy "Cal" Calvin-Clause (stagioni 1-in corso), interpretato da Austin Kane, doppiato da Mattia Fabiano.
Figlio di Scott e Carol che è nato e cresciuto al Polo.
- Sandra Calvin-Clause (stagioni 1-in corso), interpretata da Elizabeth Allen-Dick, doppiata da Sara Ciocca.
Figlia di Scott e Carol che è nata e cresciuta al Polo.
- Betty (stagioni 1-in corso), interpretata da Matilda Lawler, doppiata da Ilaria Pellicone.
Capo degli elfi, aiuta Santa Clause a gestire il Polo. Nella seconda stagione lascerà temporaneamente il posto a Noel, perché costretta dalle leggi degli elfi a prendersi una vacanza nel mondo reale.
- Noel (stagioni 1-in corso), interpretato da Devin Bright, doppiato da Alessandro Carloni.
Marito di Betty.
- Grace Choksi (stagione 1), interpretata da Rupali Redd, doppiata da Sofia Suarez.
Figlia di Simon.
- Simon Choksi (stagione 1), interpretato da Kal Penn, doppiato da Roberto Gammino.
- Kris Kringle (stagione 2), interpretato da Gabriel Iglesias, doppiato da Simone Crisari.
Proprietario del Santapolis, un parco tematico natalizio in fallimento. Trova e libera Magnus Antas dalla sua prigionia.
- Magnus Antas / pazzo Santa Clause (stagione 2), interpretato da Eric Stonestreet, doppiato da Christian Iansante.
- Olga la gnoma (stagione 2), interpretata da Marta Kessler, doppiata da Vittoria Bartolomei

### Personaggi ricorrenti
- La Befana (stagioni 1-in corso), interpretata da Laura San Giacomo[6], doppiata da Antonella Giannini.
- Edie (stagioni 1-in corso), interpretata da Isabella Bennett, doppiata da Lucrezia Roma.
- Gary (stagioni 1-in corso), interpretato da Liam Kyle.
Elfo capo della sicurezza del Polo.
- Crouton (stagioni 1-in corso), interpretata da Sasha Knight.
- Riley (stagioni 1-in corso), interpretata da Ruby Jay e doppiata da Luna Iansante.
Fidanzata di Cal.
- Bernard, interpretato da David Krumholtz, doppiato da Francesco Pezzulli.
- Pontoon, interpretata da Mia Lynn Bangunan.

Eric Lloyd riprende come guest star il ruolo di Charlie Calvin (figlio primogenito di Scott, avuto dalla sua ex-moglie) dai film precedenti.

## Produzione
La produzione della serie è stata annunciata da Disney+ nel gennaio 2022.

### Riprese
Le riprese della prima stagione, con JP Wakayama come direttore della fotografia, sono iniziate nel marzo 2022 a Los Angeles e si sono concluse il mese successivo.

## Colonna sonora
Nel novembre 2022 è stato annunciato che la colonna sonora originale della serie è stata composta da Ariel Rechtshaid.

## Distribuzione

### Data di uscita
La prima stagione di Nuovo Santa Clause cercasi è stata distribuita su Disney+ dal 16 novembre 2022 in tutti i Paesi dove la piattaforma è presente. Un anno dopo, l'8 novembre 2023, è iniziata la distribuzione della seconda stagione.

### Edizione italiana
La direzione del doppiaggio è di Flavio De Flaviis e i dialoghi italiani sono curati da Rossella Izzo, Myriam Catania, Massimo De Santis e Flavio De Flaviis, sostituiti da Laura Cosenza nella seconda stagione, per conto della Pumais Due che si è occupata anche della sonorizzazione.

## Riconoscimenti
- Children's and Family Emmy Awards
  - 2023 – Candidato per la miglior fotografia per un programma live action in single-camera[12]
  - 2023 – Candidato per la miglior direzione artistica[12]
  - 2023 – Candidato per il miglior trucco e parrucco[12]
  - 2023 – Candidato per il miglior attore protagonista in un programma prescolare, per bambini o per giovani adolescenti a Tim Allen[12]
  - 2023 – Candidato per il miglior attore non protagonista in un programma prescolare, per bambini o per giovani adolescenti a Kal Penn[12]
  - 2023 – Candidata per la miglior giovane attrice in un programma prescolare, per bambini o per giovani adolescenti a Matilda Lawler[12]
  - 2023 – Candidata per la miglior attrice non protagonista in un programma prescolare, per bambini o per giovani adolescenti a Rupali Redd[12]